# قانسو
قانسو هي مقاطعة أو إقليم يقع جمهورية الصين الشعبية وعاصمتها لانتشو والتي تقع على ضفة النهر الأصفر ومن أشهر مدنها لينشيا أو ما تعرف به بين مسلمي الصين «مكة الصغرى» .
القومية الغالب في هذا الإقليم هي قومية هوي ، مع وجود قوي لقومية هان.

## تاريخ
تضم هذه المقاطعة ممر قانسو الذي كان تاريخياً أهم ممر تجاري في شمال الصين على طريق الحرير الشمالية.

## الفتح الإسلامي لقانسو
في عام 713 أوغل قتيبة ابن مسلم الباهلي الجيش الأموي إلى مقاطعه غانسو وفتحها
ولكن المصادر العربيه الحاليه تقتصر على فتح مدينه كاشغر فقط

## توأمة
لقانسو اتفاقيات توأمة مع:
- أكيتا

## أعلام
- سرقويتي بيجي
- ما فويوان
- ما زانكانغ
- مي يانغ
- باي تزو-لى